# Cuerpo cetónico
Los cuerpos cetónicos son compuestos químicos producidos por cetogénesis en las mitocondrias de las células del hígado y la glia. Su función es suministrar energía al cerebro.  
La utilización de cuerpos cetónicos como energía es una situación fisiológica natural. Se conoce como cetosis nutricional. 
En la diabetes mellitus tipo 1, se puede acumular una  cantidad excesiva de cuerpos cetónicos en la sangre, produciendo cetoacidosis diabética.   
Los compuestos químicos son el ácido acetoacético (acetoacetato) y el ácido betahidroxibutírico (β-hidroxibutirato); una parte del acetoacetato sufre descarboxilación no enzimática dando acetona (una cantidad insignificante en condiciones normales); los dos primeros son ácidos y el tercero, una cetona.

## Biosíntesis

Formación de cuerpos cetónicos.

El lugar primario de formación de los cuerpos cetónicos es el hígado y, en menor proporción, también el riñón. El proceso tiene lugar en la matriz mitocondrial y ocurre en diferentes pasos:
1. La primera reacción es la condensación de dos moléculas de acetil-CoA para formar acetoacetil-CoA, gracias a la acción de la enzima β-cetotiolasa.
2. La molécula de acetoacetil-CoA se condensa con otra molécula de acetil-CoA para formar β-hidroxi-β-metilglutaril-CoA (HMG-CoA), por acción de la enzima HMG-CoA sintasa.
3. Finalmente, la HMG-CoA liasa hidroliza el HMG-CoA en una molécula de acetoacetato y una de acetil-CoA.

Una parte del acetoacetato se reduce a β-hidroxibutirato en la propia mitocondria, lo que consume un equivalente de ATP (una molécula de NADH); esta reacción la cataliza la β-hidroxibutirato deshidrogenasa que se encuentra estrechamente asociada a la membrana mitocondrial interna.
La acetona se forma por una lenta descarboxilación espontánea, no enzimática del ácido acetoacético. Así pues, los niveles de acetona son mucho menores que los de los otros dos tipos de cuerpos cetónicos. Dado que no puede volver a transformarse en acetil-CoA, se excreta a través de la orina o bien mediante exhalación. La exhalación de la acetona es la responsable de un olor afrutado característico en el aliento.

## Beneficios
Hay cierta discusión y no está claro, si la utilización de los cuerpos cetónicos como energía por el organismo puede presentar unos efectos positivos para la salud humana. Por ejemplo, se cree pero no está demostrado que la inflamación celular y la actividad de radicales libres se reducen. También hay menor daño por la glicación.
La glicación de las proteínas debida a los altos niveles de glucosa y la actividad de los radicales libres contribuyen al desarrollo y progresión de una larga lista de complicaciones vasculares en los pacientes con diabetes como son el daño renal, la ceguera, el daño de los nervios periféricos y la enfermedad cardiovascular.
Los posibles efectos antioxidantes y antiinflamatorios de la cetosis nutricional son la razón por la que las dietas cetogénicas y los ayunos están siendo promocionadas actualmente, no obstante, se desconoce si las dietas cetogénicas realmente presentan beneficios en sujetos sanos. No obstante, la cetosis nutricional y los cuerpos cetónicos han sido estudiados de forma extensa para el tratamiento de muchas enfermedades.
Un creciente número de trabajos de investigación han sido publicados sobre el efecto antiinflamatorio de los cuerpos cetónicos en enfermedades como la epilepsia, la esclerosis múltiple, la Esclerosis Lateral Amiotrófica, la enfermedad de Parkinson, la enfermedad de Alzheimer, el cáncer, la enfermedad cardiovascular, el síndrome de ovario poliquístico, el autismo, las migrañas, los ictus, la depresión, el acné y, especialmente, la diabetes.

## Patología
Los cuerpos cetónicos se elevan de forma patológica en la cetoacidosis diabética y en la cetoacidosis alcohólica. Se trata de una emergencia médica que puede amenazar la vida del paciente. 
Tanto el acetoacetato como el betahidroxibutirato son ácidos, y si hay altos niveles patológicos de alguno de estos cuerpos cetónicos se produce una disminución en el pH de la sangre. Esto se da en la cetoacidosis diabética y en la cetoacidosis alcohólica.
Por tanto no debe confundirse la cetoacidosis (estado patológico) con la cetosis nutricional (estado fisiológico), en la que los cuerpos cetónicos constituyen las moléculas con función energética predominantes y no se generan alteraciones del pH sanguíneo.